# Reichstagswahlkreis Regierungsbezirk Wiesbaden 1

Die Wahlkreisaufteilung des Deutschen Reichs.

Der Reichstagswahlkreis Regierungsbezirk Wiesbaden 1 (in der reichsweiten Durchnummerierung auch Reichstagswahlkreis 187; auch Reichstagswahlkreis Wiesbaden-Obertaunus genannt) war der erste Reichstagswahlkreis im Regierungsbezirk Wiesbaden der preußischen Provinz Hessen-Nassau für die Reichstagswahlen im Deutschen Reich und im Norddeutschen Bund von 1867 bis 1918.

## Wahlkreiszuschnitt
Er umfasste die ehemaligen nassauischen Ämter Idstein, Königstein, Höchst, Hochheim, Usingen, und Homburg (also den Kreisen Obertaunus, Höchst, Usingen).
Es handelte sich um einen stark umkämpften Wahlkreis, der meist in Stichwahlen entschieden wurde und in dem Wiederwahlen nicht häufig erfolgten.
| Jahr | Einwohner |
| ---- | --------- |
| 1890 | 134.941   |
| 1895 | 147.338   |
| 1900 | 168.440   |
| 1905 | 188.502   |
| 1910 | 210.399   |

|      | Landwirtschaft | Industrie und Gewerbe | Handel und Dienstleistungen |
| ---- | -------------- | --------------------- | --------------------------- |
| 1895 | 35,9           | 45,9                  | 18,2                        |
| 1907 | 28,2           | 52,1                  | 19,6                        |

|      | Evangelisch | Katholisch |
| ---- | ----------- | ---------- |
| 1890 | 47,0        | 51,4       |
| 1905 | 48,6        | 49,9       |
| 1910 | 49,6        | 49,3       |

## Abgeordnete
| Wahl                         | Abgeordneter             | Partei  | Bild |
| ---------------------------- | ------------------------ | ------- | ---- |
| Reichstagswahl Februar 1867  | August Hergenhahn        | Liberal |      |
| Reichstagswahl August 1867   | Wilhelm Neubronner       | NLP     | 0    |
| Reichstagswahl 1871          | Jacob Klotz              | DFP     | 0    |
| Reichstagswahl 1874          | Adolf von Brüning        | NLP     | 0    |
| Reichstagswahl 1877          | Adolf von Brüning        | NLP     |      |
| Reichstagswahl 1878          | Adolf von Brüning        | NLP     | 0    |
| Reichstagswahl 1881          | Karl Anton Mohr          | DFP     | 0    |
| Reichstagswahl 1884          | Karl Anton Mohr          | DFP     | 0    |
| Nachwahl vom 17. August 1885 | Karl Körner              | DFP     | 0    |
| Reichstagswahl 1887          | Carl Wolf                | Zentrum | 0    |
| Reichstagswahl 1890          | Carl Ludwig Funck        | DFP     | 0    |
| Reichstagswahl 1893          | Friedrich Brühne         | SPD     |      |
| Reichstagswahl 1898          | Richard Müller           | Zentrum |      |
| Reichstagswahl 1903          | Peter Marzellin Itschert | Zentrum | 0    |
| Reichstagswahl 1907          | Friedrich Brühne         | SPD     |      |
| Reichstagswahl 1912          | Friedrich Brühne         | SPD     |      |

## Wahlen

### 1867 (Februar)
Es fand nur ein Wahlgang statt. Die Zahl der abgegebenen Stimmen betrug 12.187, die Wahlbeteiligung 56 %.
| Kandidat                         | Partei       | Stimmen | in %   | Anmerkungen                                                                    |
| -------------------------------- | ------------ | ------- | ------ | ------------------------------------------------------------------------------ |
| August Hergenhahn                | NL           | 11.093  | 91,3 % | 0                                                                              |
| Konstantin von Briesen           | Konservative | 81      | 0,7 %  | Landrat                                                                        |
| Nicolaus Wilhelm Prinz zu Nassau | Konservative | 103     | 0,8 %  | 1859–1866 Präsident der ersten Kammer der Landstände des Herzogtums Nassau     |
| Dr. Joseph Faust                 | Katholisch   | 578     | 4,8 %  | Pfarrer in Hadamar                                                             |
| Johann Georg Rau                 | Katholisch   | 67      | 0,5 %  | Domkapitular und Geistlicher Rat in Limburg, nassauischer Landtagsabgeordneter |
| 54 weitere Kandidaten            | 0            | 230     | 1,9 %  | 0                                                                              |

### 1867 (August)
Es fand nur ein Wahlgang statt. Die Zahl der abgegebenen Stimmen betrug 6.711, die Wahlbeteiligung 29,9 %.
| Kandidat           | Partei             | Stimmen   | in %   | Anmerkungen                                |
| ------------------ | ------------------ | --------- | ------ | ------------------------------------------ |
| Wilhelm Neubronner | NL                 | 4910      | 73,2 % | 0                                          |
| Heinrich Magdeburg | Altnassauisch      | 1677      | 25 %   | herzoglich nassauischer Hofkammerpräsident |
| Gustav von Diest   | Katholisch (gouv.) | unbekannt | 0      | Regierungspräsident in Wiesbaden           |
| Ludwig Born        | Liberal            | unbekannt | 0      |                                            |

### 1871
Es fand nur ein Wahlgang statt. Die Zahl der abgegebenen Stimmen betrug 13.365, die Wahlbeteiligung 59,6 %.
| Kandidat        | Partei  | Stimmen | in %   | Anmerkungen                  |
| --------------- | ------- | ------- | ------ | ---------------------------- |
| Jacob Klotz     | DFP     | 8.000   | 60 %   | 0                            |
| Constantin Hamm | Zentrum | 5.264   | 39,5 % | Tuchfabrikant in Wipperfürth |
| Sonstige        | 0       | 74      | 0,5 %  | 0                            |

### 1874
Es fand nur ein Wahlgang statt. Die Zahl der abgegebenen Stimmen betrug 19.455, die Wahlbeteiligung 79,1 %.
| Kandidat                             | Partei  | Stimmen | in %   | Anmerkungen |
| ------------------------------------ | ------- | ------- | ------ | --- |
| Adolf Brüning                        | NLP     | 11.949  | 61,6 % | 0 |
| Adolf Wilderich Graf von Walderdorff | Zentrum | 7.357   | 38 %   | 0 |
| Jakob Schmidt                        | SPD     | 56      | 0,3    | Jakob Schmidt (* 1842 in Münster,† 1900 in Frankfurt am Main) war Lasalleaner und seit 1876 Inhaber eines Parteilokals der SPD in Bockenheim, später Zigarrenhändler, 1880 Agent, 1886–1887 ausgewiesen wegen illegaler Parteiarbeit, später zur Parteiarbeit zurückgekehrt |
| Sonstige                             | 0       | 24      | 0,1 %  | 0 |

### 1877
1877 fanden zwei Wahlgänge statt. Im ersten Wahlgang betrug die Zahl der abgegebenen Stimmen 20.486, die Wahlbeteiligung 78 %.
| Kandidat                             | Partei  | Stimmen | in %   | Anmerkungen |
| ------------------------------------ | ------- | ------- | ------ | ----------- |
| Adolf Brüning                        | NLP     | 8.631   | 42,2 % | 0           |
| Adolf Wilderich Graf von Walderdorff | Zentrum | 7.428   | 36,4 % | 0           |
| J.B. Sensburg                        | DFP     | 3.540   | 17,3 % | 0           |
| Jakob Schmidt                        | SPD     | 755     | 3,7 %  | 0           |
| Sonstige                             | 0       | 85      | 0,4 %  | 0           |

Im zweiten Wahlgang gab es 21.063 abgegebene Stimmen und eine Wahlbeteiligung von 80,2 %.
| Kandidat                             | Partei  | Stimmen | in %   | Anmerkungen |
| ------------------------------------ | ------- | ------- | ------ | ----------- |
| Adolf Brüning                        | NLP     | 11.896  | 56,6 % | 0           |
| Adolf Wilderich Graf von Walderdorff | Zentrum | 9.134   | 43,4 % | 0           |

### 1878
Es fand nur ein Wahlgang statt. Die Zahl der abgegebenen Stimmen betrug 19.571, die Wahlbeteiligung 73,1 %.
| Kandidat                             | Partei  | Stimmen | in %   | Anmerkungen                                                |
| ------------------------------------ | ------- | ------- | ------ | ---------------------------------------------------------- |
| Adolf Brüning                        | NLP     | 9893    | 50,7 % | 0                                                          |
| Adolf Wilderich Graf von Walderdorff | Zentrum | 7043    | 36,1 % | 0                                                          |
| Heinrich Flinsch                     | DFP     | 1269    | 6,5 %  | Fabrikant und Abgeordneter im Preußischen Abgeordnetenhaus |
| Jakob Schmidt                        | SPD     | 1292    | 6,6 %  | 0                                                          |
| Sonstige                             | 0       | 31      | 0,1 %  | 0                                                          |

### 1881
1881 fanden zwei Wahlgänge statt. Im ersten Wahlgang betrug die Zahl der abgegebenen Stimmen 17.748, die Wahlbeteiligung 66,7 %.
| Kandidat                             | Partei  | Stimmen | in %   | Anmerkungen           |
| ------------------------------------ | ------- | ------- | ------ | --------------------- |
| Karl Anton Mohr                      | DFP     | 7356    | 41,5 % | 0                     |
| Adolf Wilderich Graf von Walderdorff | Zentrum | 5837    | 33 %   | 0                     |
| Adolf Brüning                        | NLP     | 2626    | 14,8 % | 0                     |
| Dr. Hugo von Strauß und Torney       | 0       | 1091    | 6,2 %  | Landrat in Biedenkopf |
| Karl Frohme                          | SPD     | 770     | 4,3 %  | 0                     |
| Sonstige                             | 0       | 30      | 0,2 %  | 0                     |

Im zweiten Wahlgang gab es 19.183 abgegebene Stimmen und eine Wahlbeteiligung von 72,1 %.
| Kandidat                             | Partei  | Stimmen | in %   | Anmerkungen |
| ------------------------------------ | ------- | ------- | ------ | ----------- |
| Karl Anton Mohr                      | DFP     | 11617   | 60,7 % | 0           |
| Adolf Wilderich Graf von Walderdorff | Zentrum | 7512    | 39,3 % | 0           |

### 1884
1884 fanden zwei Wahlgänge statt. Im ersten Wahlgang betrug die Zahl der abgegebenen Stimmen 17.662, die Wahlbeteiligung 65,4 %.
| Kandidat         | Partei  | Stimmen | in %   | Anmerkungen                 |
| ---------------- | ------- | ------- | ------ | --------------------------- |
| Johann Heuser    | Zentrum | 5983    | 34 %   | Bürgermeister in Schwanheim |
| Karl Anton Mohr  | DFrP    | 4963    | 28,2 % | 0                           |
| Heinrich Gregory | NLP     | 3565    | 20,2 % | 0                           |
| Emil Fleischmann | SPD     | 3068    | 17,4 % | 0                           |
| Sonstige         | 0       | 28      | 0,2 %  | 0                           |

Im zweiten Wahlgang gab es 17.929 abgegebene Stimmen und eine Wahlbeteiligung von 66,4 %.
| Kandidat        | Partei  | Stimmen | in %   | Anmerkungen |
| --------------- | ------- | ------- | ------ | ----------- |
| Karl Anton Mohr | DFrP    | 9330    | 52,2 % | 0           |
| Johann Heuser   | Zentrum | 8532    | 47,8 % | 0           |

### 1885 (Ersatzwahl)
Die Ersatzwahl am 17. August 1885 wurde in einem Wahlgang entschieden. Die Zahl der abgegebenen Stimmen betrug 11.992, die Wahlbeteiligung 44,4 %.
| Kandidat         | Partei                   | Stimmen | in %   | Anmerkungen |
| ---------------- | ------------------------ | ------- | ------ | --- |
| Karl Körner      | DFrP                     | 6883    | 57,6 % | 0 |
| Emil Fleischmann | SPD                      | 4255    | 35,6 % | 0 |
| Christian Holler | Patriotischer Wahlverein | 749     | 6,3 %  | (* 1819 in Homburg, † 1903 ebenda) 1847: 1. Stadtbaumeister in Homburg, 1849 zugleich Landgräflich Hessischer Bauassistent, 1874 Königlich Preußischer Kreisbauinspektor, später Baurat, 1891 Ruhestand, verdient um das homburger städtische Bauwesen |
| Sonstige         | 0                        | 68      | 0,6 %  | 0 |

### 1887
1887 fanden zwei Wahlgänge statt. Im ersten Wahlgang betrug die Zahl der abgegebenen Stimmen 22.658, die Wahlbeteiligung 80,2 %.
| Kandidat                 | Partei  | Stimmen | in %   | Anmerkungen                                       |
| ------------------------ | ------- | ------- | ------ | ------------------------------------------------- |
| Hubert Hesse             | NLP     | 7448    | 32,9 % | Fabrikant in Heddernheim, Kommerzienrat, MdKommLT |
| Carl Wolf                | Zentrum | 6326    | 28,0 % | 0                                                 |
| Heinrich Georg Schneider | DFrP    | 4872    | 21,6 % | Ökonom und Bürgermeister von Massenheim, MdL      |
| Emil Fleischmann         | SPD     | 3943    | 17,4 % | 0                                                 |
| Sonstige                 | 0       | 17      | 0,1 %  | 0                                                 |

Im zweiten Wahlgang gab es 22.322 abgegebene Stimmen und eine Wahlbeteiligung von 79,0 %.
| Kandidat     | Partei  | Stimmen | in %   | Anmerkungen |
| ------------ | ------- | ------- | ------ | ----------- |
| Carl Wolf    | Zentrum | 13.277  | 59,7 % | 0           |
| Hubert Hesse | NLP     | 8951    | 40,3 % | 0           |

### 1890
Die Kartellparteien einigten sich auf den gemeinsamen Kandidaten von Reichenau. 1890 fanden zwei Wahlgänge statt. Im ersten Wahlgang betrug die Zahl der abgegebenen Stimmen 23.037, die Wahlbeteiligung 78,0 %.
| Kandidat                | Partei  | Stimmen | in %   | Anmerkungen |
| ----------------------- | ------- | ------- | ------ | --- |
| Friedrich Brühne        | SPD     | 7164    | 31,1 % | 0 |
| Carl Ludwig Funck       | DFrP    | 5566    | 24,2 % | 0 |
| Carl Wolf               | Zentrum | 5239    | 22,8 % | 0 |
| Friedrich von Reichenau | NLP     | 5025    | 21,8 % | (* 1823 in Wiesbaden, † 1901 ebenda) 1861 Hof- und Appelationsgerichtsrat in Wiesbaden, 1867 kgl. Pr. Regierungsrat in Wiesbaden, 1886 Verwaltungsgerichtsdirektor Wiesbaden, 1900 Ruhestand |
| Sonstige                | 0       | 15      | 0,1 %  | 0 |

Im zweiten Wahlgang gab es 21.760 abgegebene Stimmen und eine Wahlbeteiligung von 73,9 %.
| Kandidat          | Partei | Stimmen | in %   | Anmerkungen |
| ----------------- | ------ | ------- | ------ | ----------- |
| Carl Ludwig Funck | DFrP   | 13827   | 63,5 % | 0           |
| Friedrich Brühne  | SPD    | 7933    | 36,5 % | 0           |

### 1893
Die Kartellparteien und der BdL einigten sich auf den gemeinsamen Kandidaten Westernacher. 1893 fanden zwei Wahlgänge statt. Im ersten Wahlgang betrug die Zahl der abgegebenen Stimmen 23.894, die Wahlbeteiligung 75,1 %.
| Kandidat             | Partei  | Stimmen | in %   | Anmerkungen                             |
| -------------------- | ------- | ------- | ------ | --------------------------------------- |
| Friedrich Brühne     | SPD     | 8070    | 33,8 % | 0                                       |
| Richard Westernacher | NLP     | 6591    | 27,6 % | 0 2. Vorsitzender des BdL in Oberhessen |
| Philipp Wasserburg   | Zentrum | 5389    | 22,6 % | 0                                       |
| Carl Ludwig Funck    | DFrP    | 3418    | 14,3 % | 0                                       |
| Dr. Otto Böckel      | AS      | 353     | 1,5 %  | 0                                       |
| Sonstige             | 0       | 34      | 0,2 %  | 0                                       |

Der Freisinn war in der Stichwahl uneinig. Das Wahlkomitee in Homburg gab die Wahl frei, das in Idstein rief zur Wahl von Westernacher auf. Das Zentrum rief zur Wahlenthaltung auf. Im zweiten Wahlgang gab es 21.046 abgegebene Stimmen und eine Wahlbeteiligung von 66,8 %.
| Kandidat             | Partei | Stimmen | in %   | Anmerkungen |
| -------------------- | ------ | ------- | ------ | ----------- |
| Friedrich Brühne     | SPD    | 10.626  | 50,5 % | 0           |
| Richard Westernacher | NLP    | 10.420  | 49,5 % | 0           |

### 1898
Westernacher erhielt die Unterstützung der gleichen Parteien wie bisher. Um sich die Unterstützung des BdL zu sichern, war er aus der Fraktion der NLP ausgetreten, blieb jedoch Parteimitglied. 1898 fanden zwei Wahlgänge statt. Im ersten Wahlgang betrug die Zahl der abgegebenen Stimmen 23.894, die Wahlbeteiligung 75,1 %.
| Kandidat             | Partei  | Stimmen | in %   | Anmerkungen |
| -------------------- | ------- | ------- | ------ | ----------- |
| Friedrich Brühne     | SPD     | 9368    | 38,2 % | 0           |
| Richard Müller       | Zentrum | 7120    | 29,0 % | 0           |
| Richard Westernacher | NLP     | 5418    | 22,1 % | 0           |
| Gustav Münch         | FrVP    | 2567    | 10,5 % | 0           |
| Friedrich Naumann    | NS      | 33      | 0,1 %  | 0           |
| Sonstige             | 0       | 12      | 0,0 %  | 0           |

In der Stichwahl wurde Müller von NLP und Freisinn unterstützt. Im zweiten Wahlgang gab es 25.177 abgegebene Stimmen und eine Wahlbeteiligung von 70,0 %.
| Kandidat         | Partei  | Stimmen | in %   | Anmerkungen |
| ---------------- | ------- | ------- | ------ | ----------- |
| Richard Müller   | Zentrum | 13.671  | 54,3 % | 0           |
| Friedrich Brühne | SPD     | 11.506  | 45,7 % | 0           |

### 1903
Eduard Lotichius wurde auch von der Freisinnigen Volkspartei unterstützt. 1903 fanden zwei Wahlgänge statt. Im ersten Wahlgang betrug die Zahl der abgegebenen Stimmen 32.933, die Wahlbeteiligung 77,1 %.
| Kandidat                 | Partei  | Stimmen | in %   | Anmerkungen                               |
| ------------------------ | ------- | ------- | ------ | ----------------------------------------- |
| Friedrich Brühne         | SPD     | 14.239  | 43,3 % | 0                                         |
| Peter Marzellin Itschert | Zentrum | 9.496   | 28,9 % | 0                                         |
| Dr. Eduard Lotichius     | NLP     | 7.247   | 22,1 % | Stadtverordneter in St. Goarshausen, MdL  |
| Georg von Kloeden        | BdL     | 1.867   | 5,7 %  | Landesvorsitzender des BdL in Nassau, MdL |
| Sonstige                 | 0       | 12      | 0,0 %  | 0                                         |

Gemäß Vorgabe der Landesleitung unterstützte die NLP in der Stichwahl, genauso wie auch der BdL den Zentrumskandidaten. Im zweiten Wahlgang gab es 32.785 abgegebene Stimmen und eine Wahlbeteiligung von 76,7 %.
| Kandidat                 | Partei  | Stimmen | in %   | Anmerkungen |
| ------------------------ | ------- | ------- | ------ | ----------- |
| Peter Marzellin Itschert | Zentrum | 16.477  | 50,7 % | 0           |
| Friedrich Brühne         | SPD     | 16.040  | 49,3 % | 0           |

### 1907
Die Konservativen und der BdL unterstützen den Kandidaten der NLP. 1907 fanden zwei Wahlgänge statt. Im ersten Wahlgang betrug die Zahl der abgegebenen Stimmen 40.436, die Wahlbeteiligung 87,7 %.
| Kandidat                 | Partei  | Stimmen | in %   | Anmerkungen                                        |
| ------------------------ | ------- | ------- | ------ | -------------------------------------------------- |
| Friedrich Brühne         | SPD     | 16.978  | 42,1 % | 0                                                  |
| Peter Marzellin Itschert | Zentrum | 10.398  | 25,8 % | 0                                                  |
| Lieber                   | NLP     | 9.613   | 23,8 % | Amtsgerichtsdirektor in Idstein                    |
| Emil Goll                | FrVP    | 13.343  | 8,3 %  | Gastwirt und Stadtverordneter in Frankfurt am Main |
| Sonstige                 | 0       | 9       | 0,0 %  | 0                                                  |

In der Stichwahl rief die NLP dazu auf, nicht SPD zu wählen. Im zweiten Wahlgang gab es 33.933 abgegebene Stimmen und eine Wahlbeteiligung von 73,6 %.
| Kandidat                 | Partei  | Stimmen | in %   | Anmerkungen |
| ------------------------ | ------- | ------- | ------ | ----------- |
| Friedrich Brühne         | SPD     | 18.230  | 54,6 % | 0           |
| Peter Marzellin Itschert | Zentrum | 15.143  | 45,4 % | 0           |

### 1912
1912 fanden zwei Wahlgänge statt. Im ersten Wahlgang betrug die Zahl der abgegebenen Stimmen 45.170, die Wahlbeteiligung 87,2 %.
| Kandidat                 | Partei  | Stimmen | in %   | Anmerkungen                                        |
| ------------------------ | ------- | ------- | ------ | -------------------------------------------------- |
| Friedrich Brühne         | SPD     | 21.279  | 47,2 % | 0                                                  |
| Peter Marzellin Itschert | Zentrum | 9.786   | 21,7 % | 0                                                  |
| Hermann Küster           | NLP     | 6.434   | 14,3 % | ev. Pfarrer in Höchst                              |
| Emil Goll                | FoVP    | 6.072   | 13,5 % | Gastwirt und Stadtverordneter in Frankfurt am Main |
| Carl Lucke               | BdL     | 1.474   | 3,3 %  | 0                                                  |
| Sonstige                 | 0       | 13      | 0,0 %  | 0                                                  |

In der Stichwahl unterstützte die NLP Itschert. Im Gegenzug unterstützte das Zentrum im Wahlkreis 188 (Stadt Wiesbaden) den NLP-Kandidaten. Im zweiten Wahlgang gab es 41.241 abgegebene Stimmen und eine Wahlbeteiligung von 79,6 %.
| Kandidat                 | Partei  | Stimmen | in %   | Anmerkungen |
| ------------------------ | ------- | ------- | ------ | ----------- |
| Friedrich Brühne         | SPD     | 23.622  | 58,8 % | 0           |
| Peter Marzellin Itschert | Zentrum | 16.537  | 41,2 % | 0           |